# Mitsubishi Ki-73
Mitsubishi Ki-73 — проект эскортного истребителя Японской империи времён Второй мировой войны. Разработкой самолёта занималась Mitsubishi.

## История
В 1943 году воздушный штаб Императорской армии Японии выдвинул требования на истребитель, способный сопровождать бомбардировщики. За этот проект взялась фирма Mitsubishi, главным конструктором нового самолёта выступил Томио Кубо. Двигателем истребителя должен был быть Mitsubishi Ha-203-II, который мог развивать мощность до 2600 л. с.
Двигатель страдал многими проблемами, из-за чего проект этого самолёта был заброшен будучи ещё нереализованном в металле. Томио решил сконструировать новый истребитель — Ki-83, имевший уже два двигателя Ha-203-II.
Несмотря на то, что про Ki-73 забыли, ещё не построив прототип, разведка союзников уже знала об этом самолёте и даже дала ему условное обозначение «Стив» («Steve»).

## Информация
О Ki-73 известно очень мало.